# 前高庙乡
前高庙乡，是中华人民共和国河南省南阳市新野县下辖的一个乡镇级行政单位。

## 行政区划
前高庙乡下辖以下地区：
前张楼村、张庄村、张刘营村、王楼村、闫坡村、东高营村、焦岗村、郭湾村、河北村、徐寨村、时楼村、王祠堂村、龙潭村、下庙村、信坡村、王套楼村和任桥村。